# Actaea (satélite)
Actaea, oficialmente llamado (120347) Salacia I Actaea, es el único satélite natural conocido del objeto transneptuniano Salacia. Actaea es el sexto satélite (conocido) más grande del cinturón de Kuiper, detrás de Caronte (1212 km), Disnomia (685 km), Vanth (378 km), Ilmarë (361 km) e Hiʻiaka (320 km).

## Descubrimiento
Actaea fue descubierto el 21 de julio de 2006 por Keith S. Noll, Harold F. Levison, Denise C. Stephen y William M. Grundy, gracias al telescopio espacial Hubble.

## Características físicas
Actaea posee un radio de 303 ± 35 km asumiendo que ambos cuerpos (Salacia) tienen igual albedo. Debido a que el radio es el 35,5% del radio de Salacia, se puede considerar como un asteroide binario. La masa del satélite es de 1,86×1019 kg, que es aproximadamente el 4% de la masa total del sistema. La intensidad del campo gravitatorio es de 0,05649 m/s², el cual en contraste con lo que ocurre en la Tierra, si se lanza un objeto verticalmente hacia arriba con velocidad inicial 10 m/s, este alcanza una altura de 5,1 m. En cambio en el satélite el objeto alcanza una altura de 885,1 m.

## Característica orbital
El semieje mayor de la órbita del satélite es de 5619 ± 87 km, aproximadamente el 1,4% de la distancia media de la Tierra a la Luna. Además el periodo orbital es cercano a 6 días terrestres. Con una excentricidad de 0,0084 ± 0,0076, la órbita de Actaea es casi circular.